# فرودگاه ترانگ
فرودگاه ترانگ  (به انگلیسی: Trang Airport) یک فرودگاه همگانی با کد یاتا TST است که یک باند فرود آسفالت (Tarmac) دارد و طول باند آن ۲۱۰۰ متر است. این فرودگاه در کشور تایلند قرار دارد و در ارتفاع ۲۰ متری از سطح دریا واقع شده است.